# 唐人屋敷

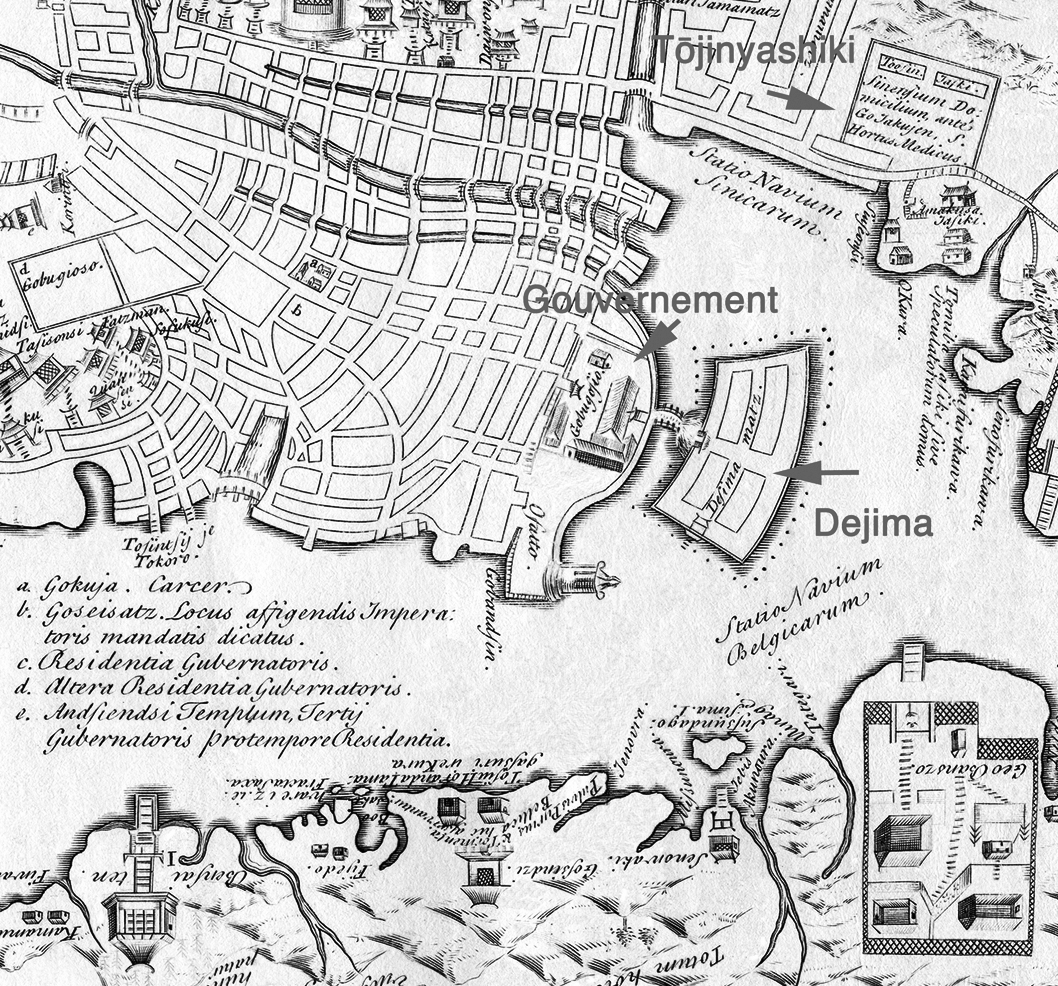
17世紀末の長崎（ケンペル『日本誌』より

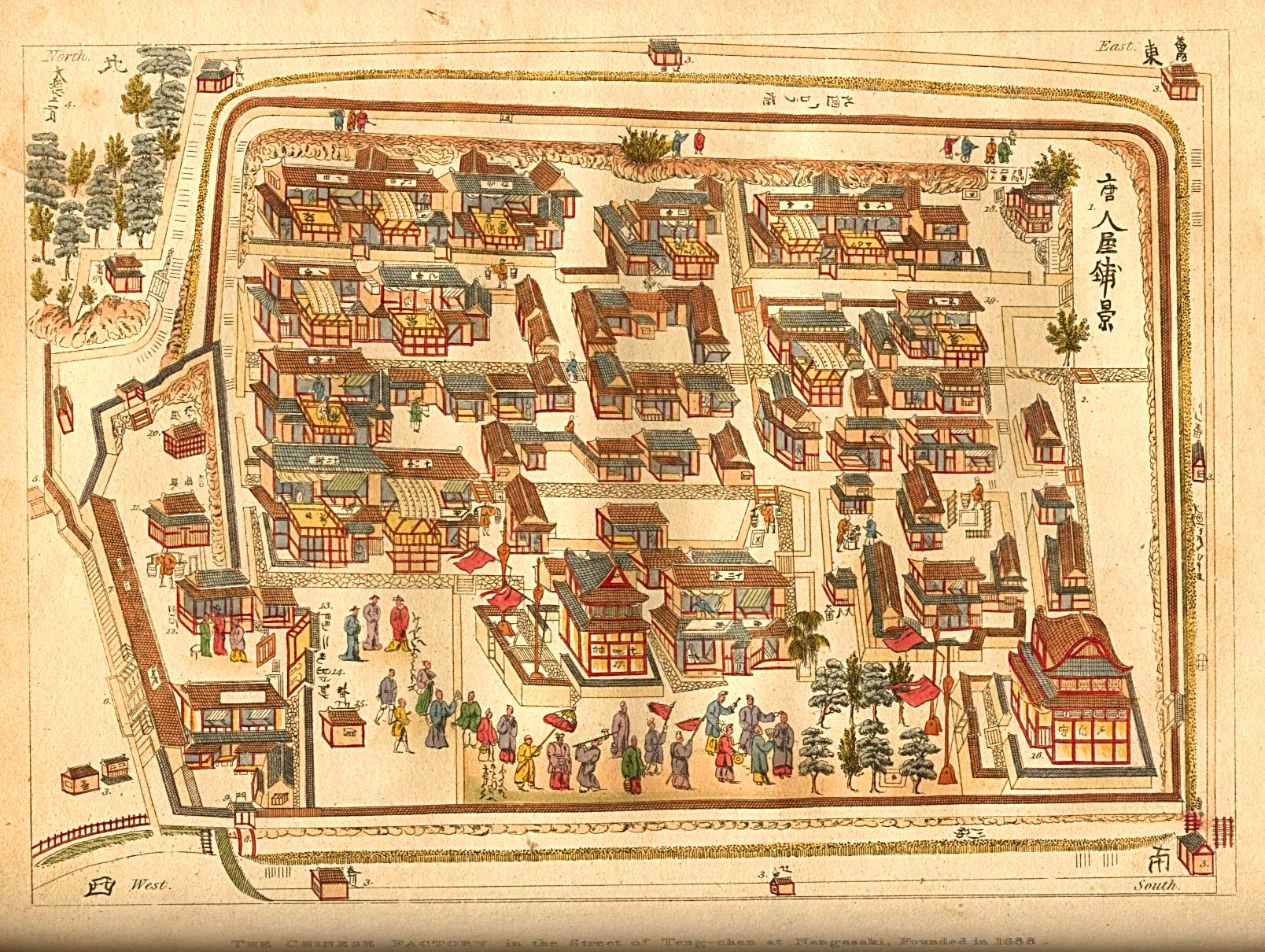
18世紀後半の唐人屋敷（ティチング『日本風俗図誌』より）

唐人屋敷（とうじんやしき）は、江戸時代の「鎖国」政策により長崎に設置された中国人住居地区である。

## 略史
1635年、江戸幕府は中国商船の入港を長崎一港に制限する措置を取ったが、キリスト教徒ではない中国人は長崎市内に雑居することを許されていた。そもそも、この時期に日本に渡航する中国人の数は少なかった。なぜなら、明朝が日本を倭寇の拠点とみなしていたため、中国人の日本渡航を禁じていたからである。清朝も明朝に引き続き、中国人の日本渡航を認めず、清朝が台湾の鄭氏政権対策として遷界令を発布している間、日本に渡航する中国人は、台湾もしくは東南アジアからの渡航が主であった。
しかし、清朝は鄭氏政権を屈服させ、遷界令を1684年に撤廃した。また、日本を倭寇の拠点ではないことを認めたことで、翌年以降中国商船が多数来航するようになった。そのために密貿易が増加したため、長崎奉行所では中国人の居住地区も制限することになり、1688年長崎郊外にある十善寺郷に幕府が所有する御薬園の土地で唐人屋敷の建設に着手し、翌年完成した。広さは約9,400坪におよび、2,000人程度の収容能力をもつ。現在の長崎市館内町の地である。周囲は塀と堀で囲まれ、大門の脇には番所が設けられ、出入りを監視した。ただ出島のオランダ人が厳重に監視されたのに比べ、中国人は比較的自由に出入りが許された。出島の建設費が長崎の町人の出費で賄われたのに対し、唐人屋敷の建設費は、長崎の町人が幕府から借金することで賄われた。
1698年の大火で五島町や大黒町にあった中国船の荷蔵が焼失したため、倉庫に目が届きやすいよう、唐人屋敷前面の海を埋め立てて中国船専用の倉庫区域を造成した。この地域が新地と呼ばれる。1784年の大火では唐人屋敷全体が関帝堂を残して全焼、大火以後唐人が自前で住居などを建築することが認められた。1859年の開国によって唐人屋敷は廃屋化し、1870年に焼失した。その後、在住中国人は隣接の長崎市新地町に中華街を形成し、長崎新地中華街となる。
唐人屋敷の遺構としては、明治期に修復改装された土神堂、観音堂、天后堂、1868年に福建省泉州出身者によって建てられた旧八門会所、1897年に改装、改称された福建会館前門が残っている。

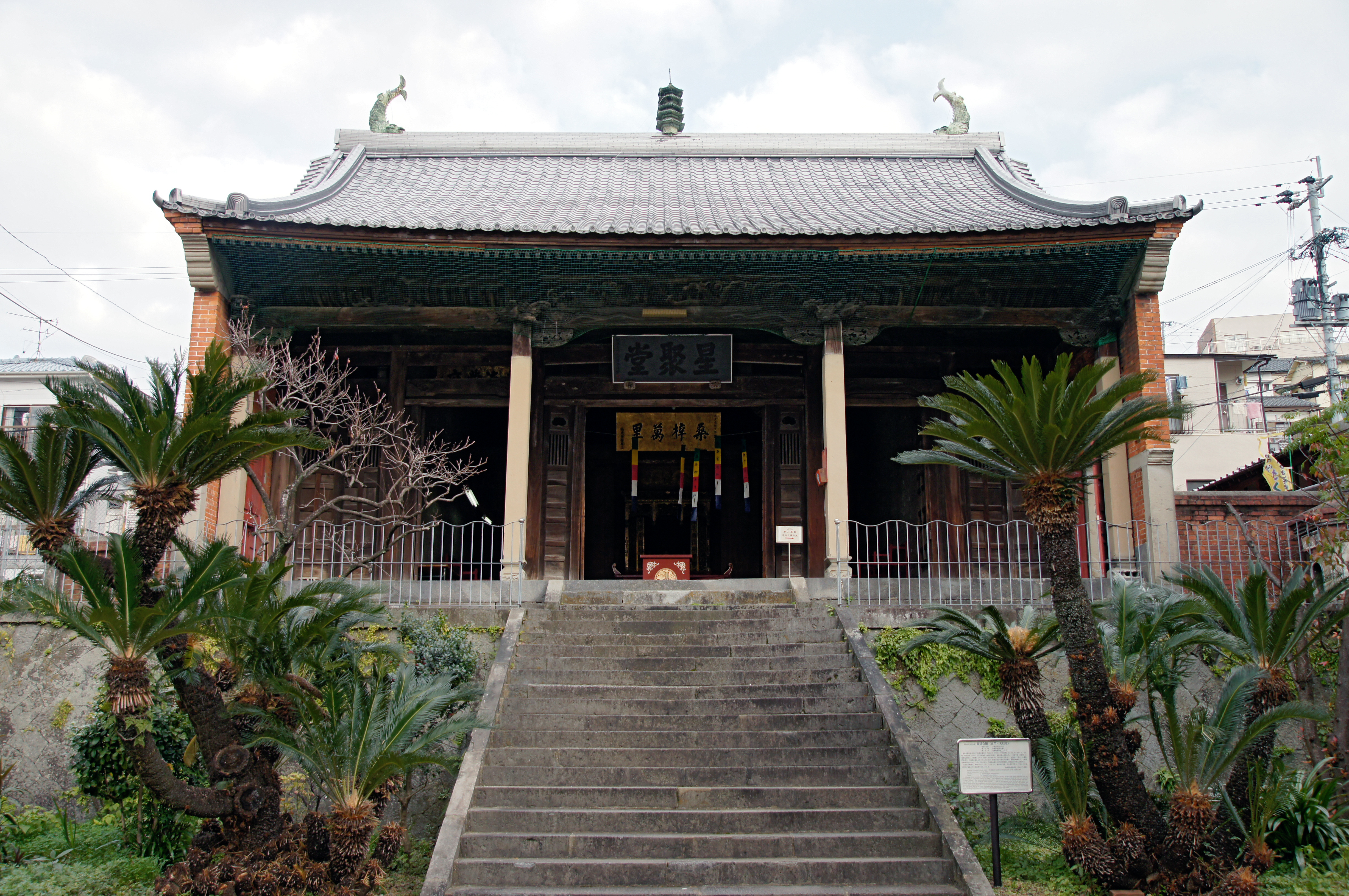
福建会館
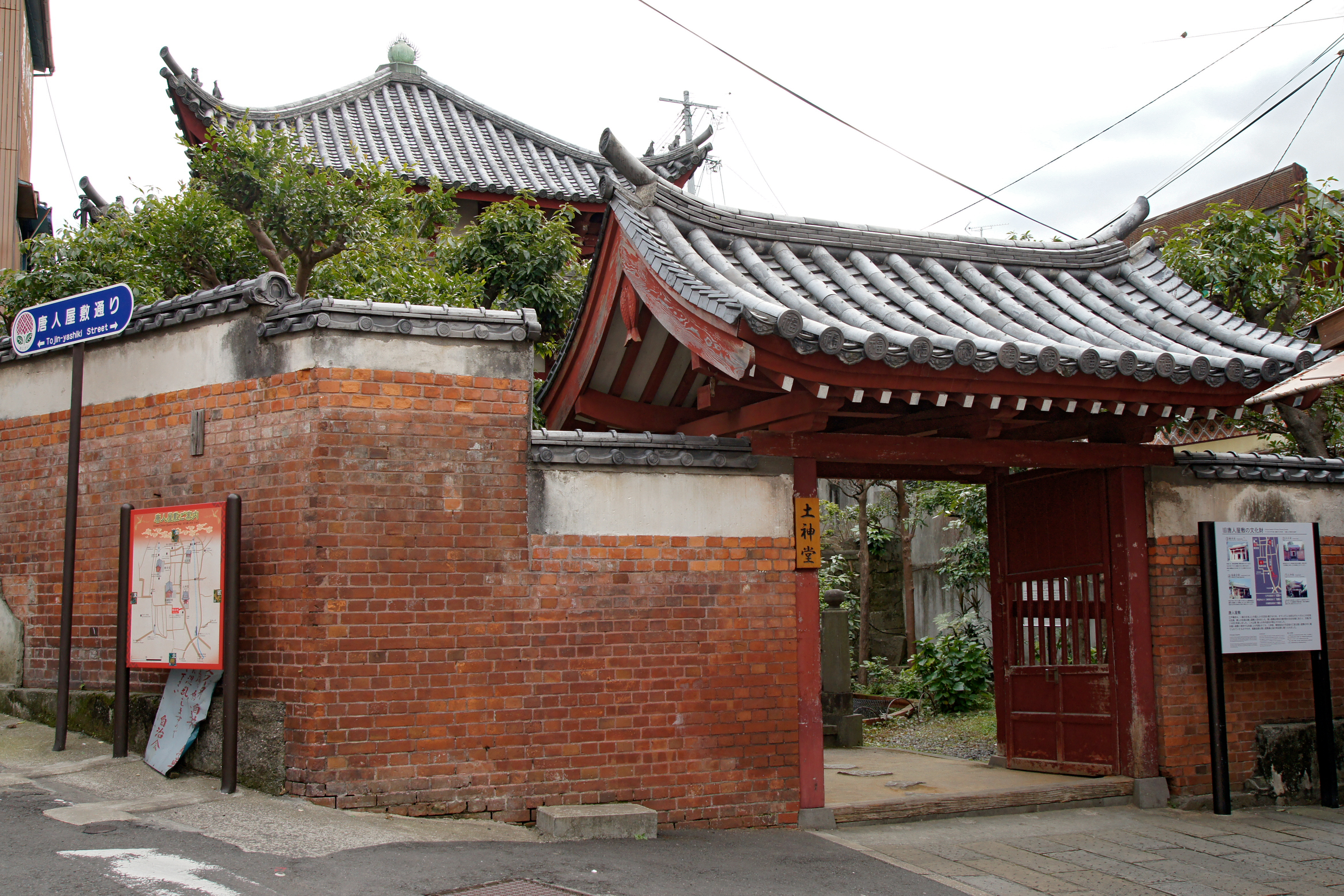
土神堂
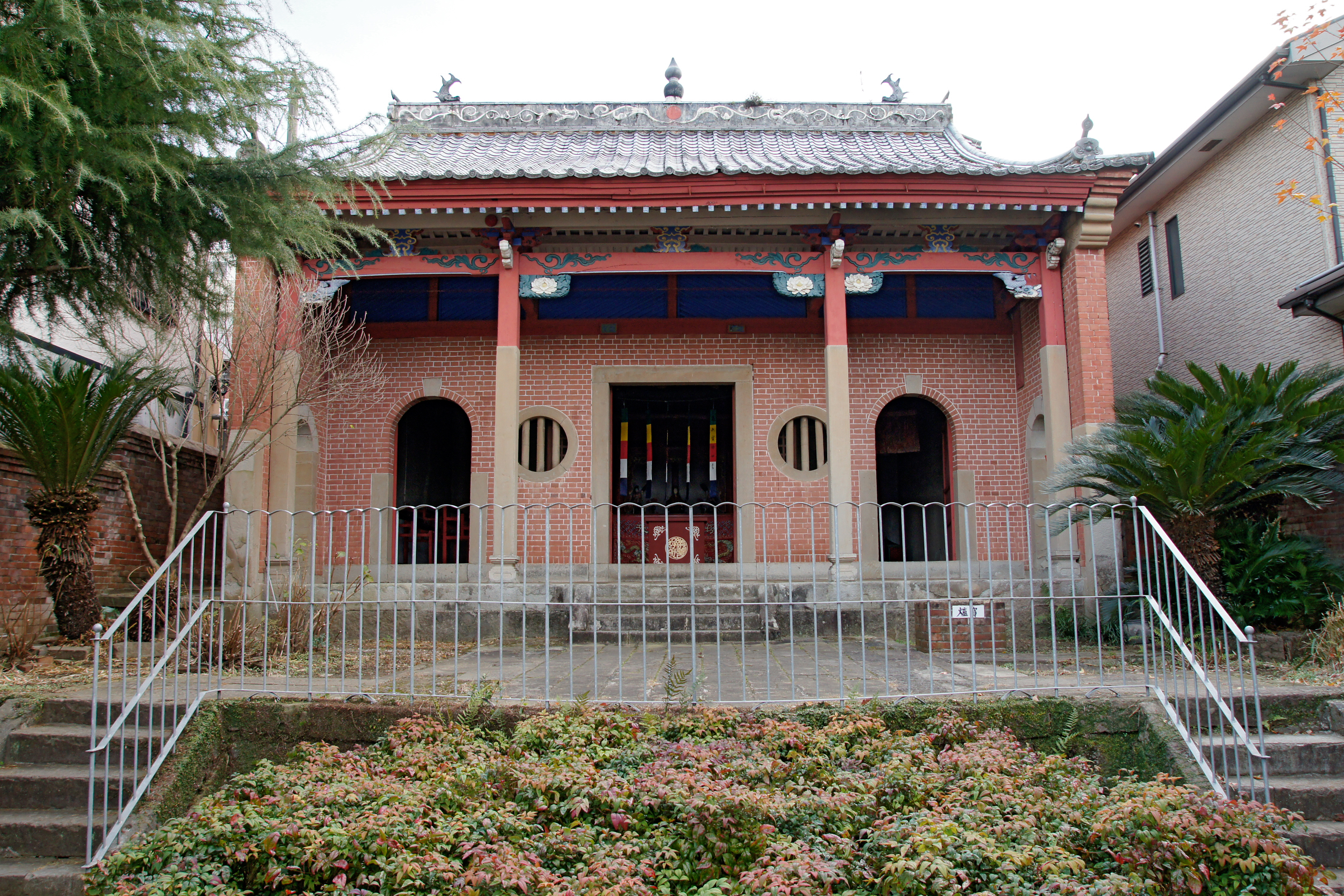
天后堂
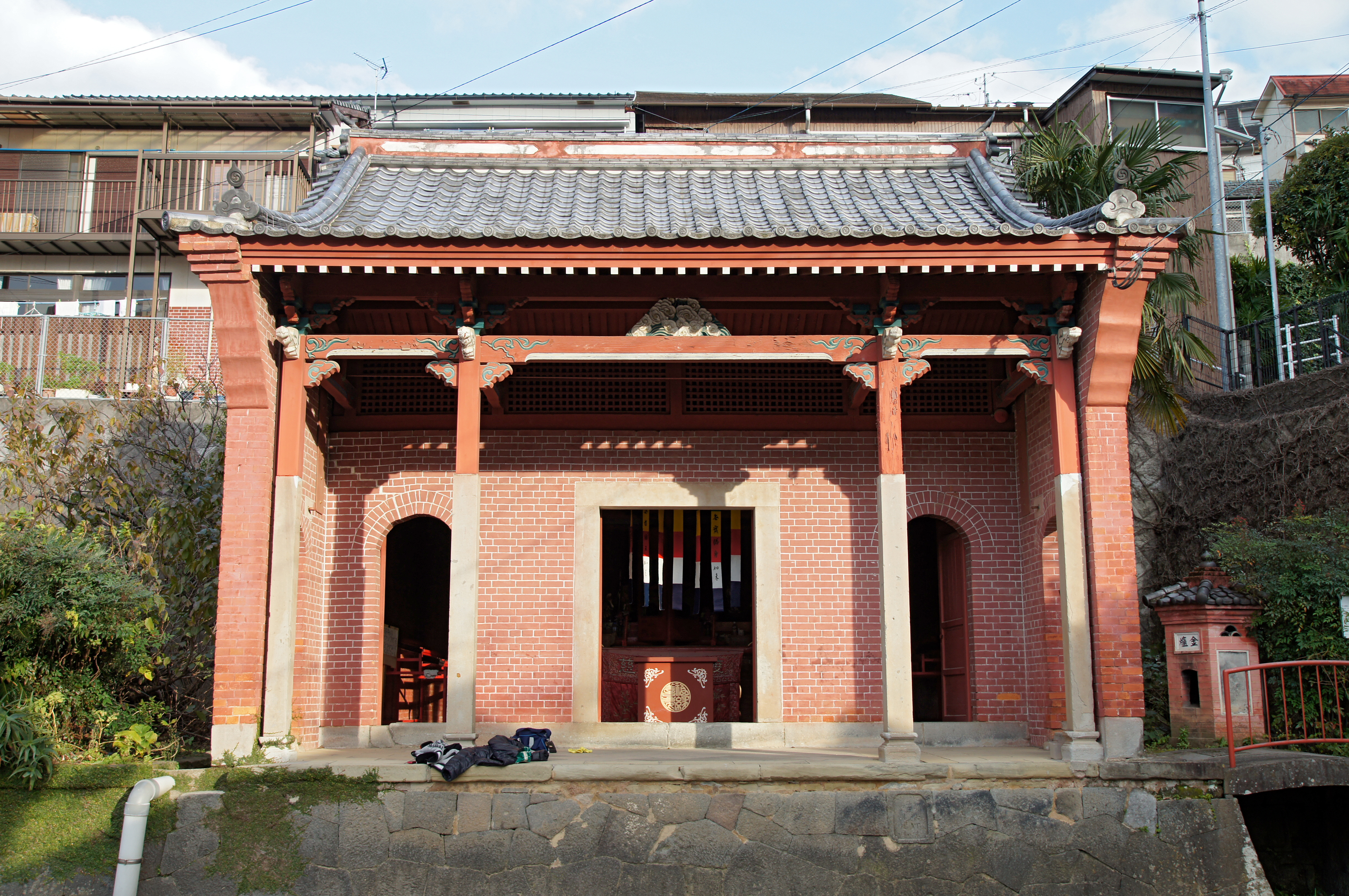
観音堂
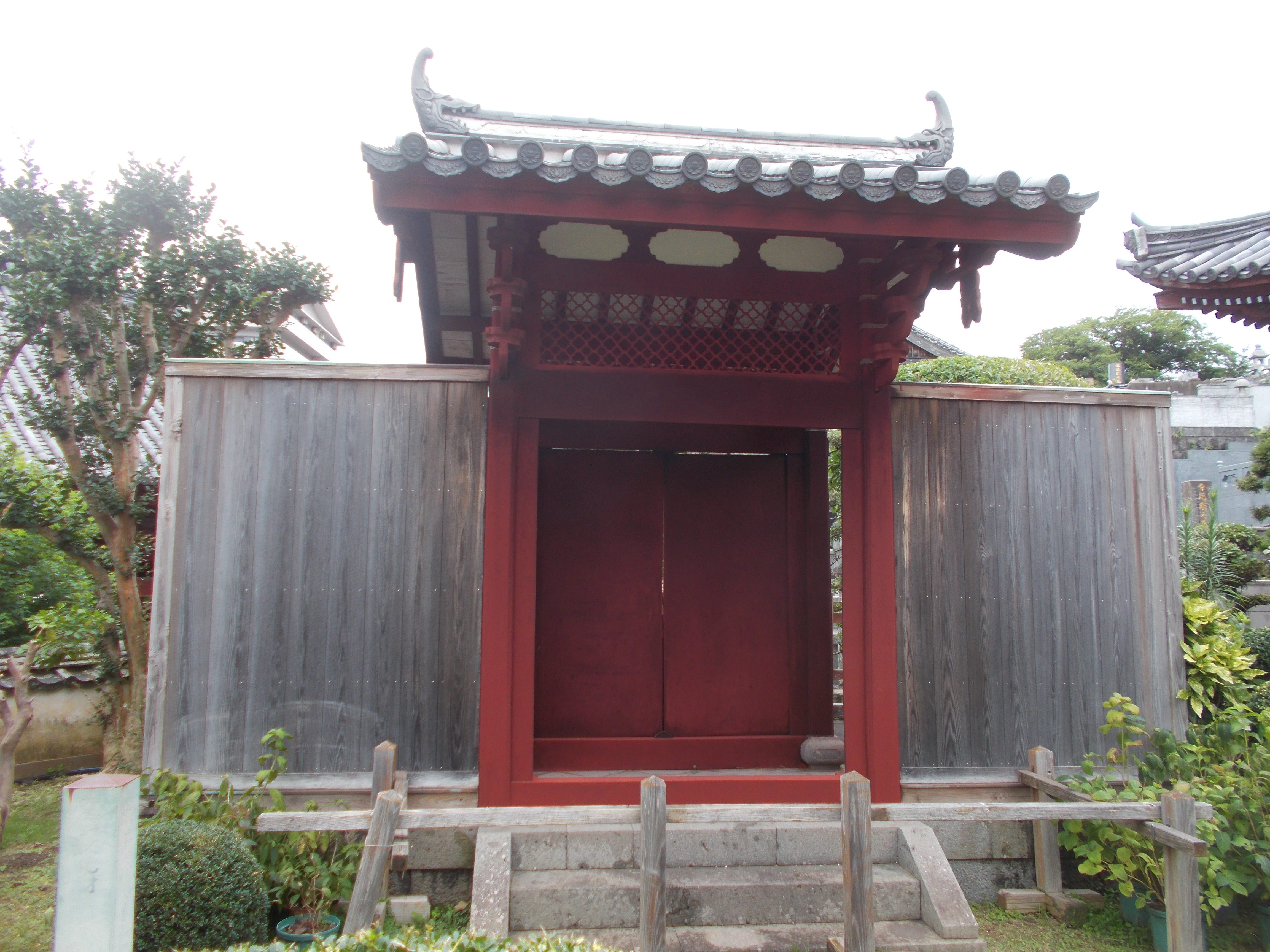
旧唐人屋敷門（国指定重要文化財、興福寺境内に移築）

## 交通アクセス
- 長崎電気軌道 本線（1・2・5系）新地中華街停留所
- 長崎バス 20・30・40・60番系統 長崎新地ターミナル